# Mauerbach
Mauerbach är en ort och kommun  i Österrike. Den ligger i distriktet Sankt Pölten-Land i förbundslandet Niederösterreich, 15 kilometer nordväst om huvudstaden Wien.
Kommunen består av tre orter (Ortschaften) (inom parentes invånarantal 1 januari 2024):
- Hainbuch (18)
- Mauerbach (3 279)
- Steinbach (313)